# 王价 (嘉靖進士)
王价（1528年—？），字維藩，錦衣衛旗籍山東膠州人，明朝政治人物。

## 生平
嘉靖二十八年（1549年）己酉科順天府鄉試第四十五名舉人。嘉靖二十九年（1550年）中式庚戌科會試第二百七名，三甲第六名進士。官河南怀庆府知府。

## 家族
曾祖王昂；祖父王縉，錦衣衛副千戶；父王簡，母方氏。具庆下。子王岳錫。